# Groenlo
Groenlo (Grol, Grolle) er en by i det østlige Nederland nær den tyske grænse. Den ligger i provinsen Gelderland. Byen har 10.062 indbyggere (2007). 